# Сэмюэл, Джей-Ллойд
Джей-Ллойд Сэмюэл (англ. Jay-Lloyd Samuel; 29 марта 1981, Сан-Фернандо — 15 мая 2018, Уоррингтон) — английский и тринидадский футболист, защитник.

## Карьера
Джей-Ллойд Сэмюэл родился в Тринидаде и Тобаго, однако в юном возрасте он переехал в Англию, где и начал свою футбольную карьеру. Много лет защитник выступал в Английской Премьер-лиге. С 1998 по 2007 год (с небольшим перерывом) Сэмюэл играл за «Астон Виллу». Однако в последних сезонах за клуб он редко попадал в основу команды.
В 2007 году Сэмюэл подписал контракт с «Болтоном». После вылета команды из Премьер-лиге он остался в клубе.
С 2011 года защитник выступал в иранской ПРО-Лиге.

### Сборная
Одно время Джей-Ллойд Сэмюэл считался одним из самых перспективных защитников в Англии. Он провёл 7 игр за молодёжную сборную страны. Однако затем его перспективы попасть в сборную заметно ухудшились.
Перед началом ЧМ-2006 игрок принял решение взять гражданство своей родной страны и выступить за сборную Тринидад и Тобаго на мундиале. Однако в заявку команды на турнир Сэмюэл не попал. Впоследствии он только дважды выходил на поле в составе тринидадцев.

## Смерть
Утром 15 мая 2018 года Сэмюэл отвёз детей в школу. На обратном пути футболист не справился с управлением и врезался во встречный автомобиль, в результате чего Сэмюэл скончался.

## Личная жизнь
Джей-Ллойд Сэмюэл был женат на Эмме и имел от неё троих детей, а также ребёнка от предыдущих отношений. Жизнь и смерть Сэмюэля были освещены в документальном фильме ITVBe в 2022 году «Футболист, его жена и авария». В документальном фильме утверждалось, что у него была тайная вторая жена в Иране, модельер Хелия Сахими; и что он принял ислам, чтобы жениться на ней.

## Достижения
- Обладатель Кубка Интертото: 2001
- Обладатель Кубок Ирана (Хазфи): 2012